# Druga bitwa o Seul

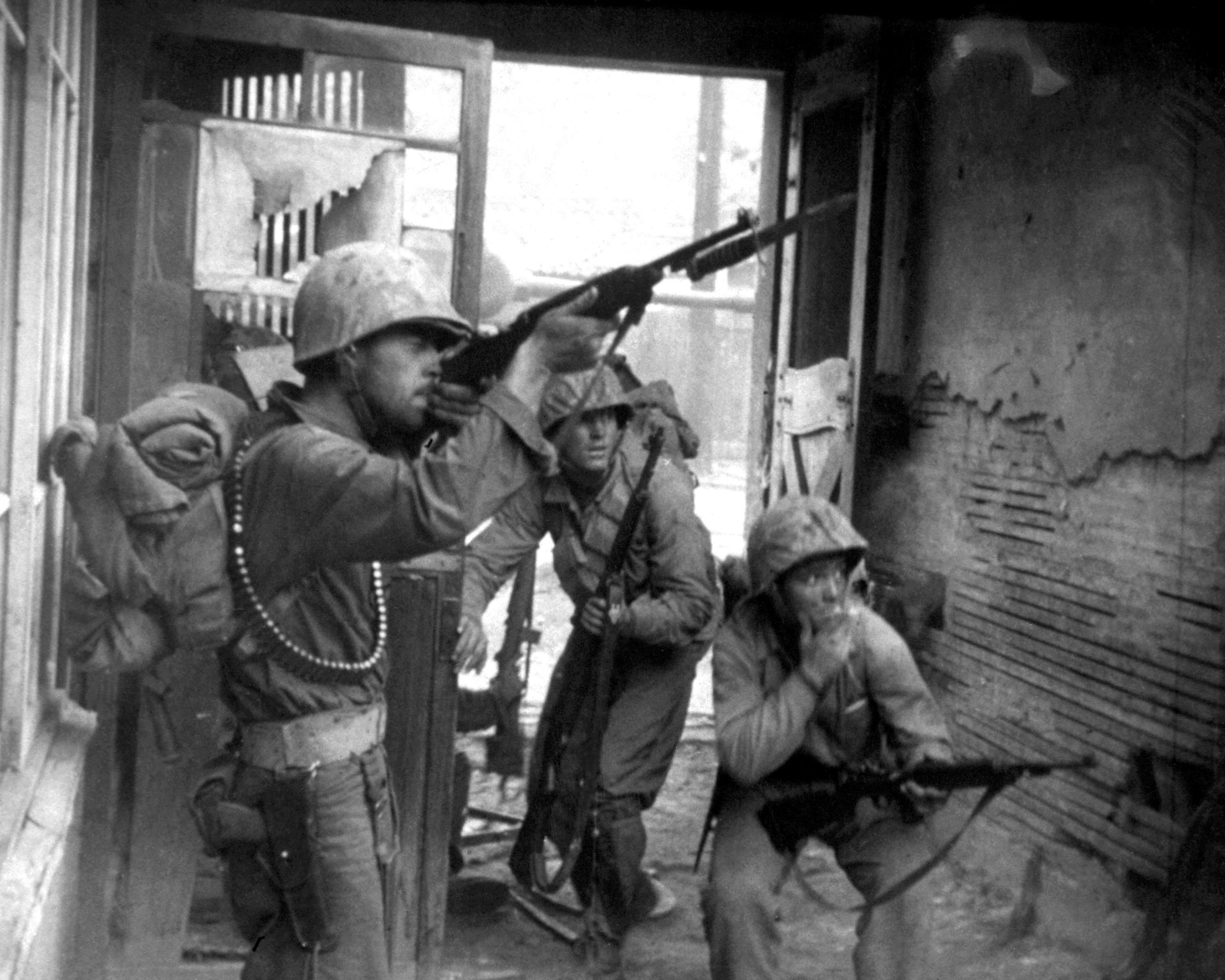
Amerykańscy żołnierze piechoty morskiej odpowiadają ogniem na ostrzał północnokoreańskich snajperów w czasie walk ulicznych w Seulu we wrześniu 1950 roku

Druga bitwa o Seul – starcie militarne stoczone w czasie wojny koreańskiej pomiędzy siłami ONZ (głównie amerykańskimi) a wojskami północnokoreańskimi w rejonie Seulu we wrześniu 1950 roku.

## Preludium
Przed rozpoczęciem desantu sił ONZ pod Inczon 15 września 1950 roku komuniści mieli tylko jedną, słabą dywizję w rejonie Seulu, z większością sił stacjonującą na południe od miasta. Naczelny dowódca wojsk ONZ, gen. Douglas MacArthur, osobiście nadzorował 1 Pułk Marines, który przełamywał pozycje komunistów na drodze do Seulu. Kontrola nad działaniami bojowymi w rejonie Inczon została następnie przekazana gen. Edwardowi Almondowi, dowódcy X Korpusu. Almond bardzo się spieszył, by zająć Seul do 25 września, dokładnie trzy miesiące po północnokoreańskim ataku na 38 równoleżnik, który rozpoczął wojnę.
W przeciwieństwie do szybkiego zwycięstwa pod Inczon, natarcie sił ONZ na Seul było powolne i krwawe. Powodem było pojawienie się w rejonie Seulu dwóch doborowych jednostek Koreańskiej Armii Ludowej: 78 Samodzielnego Pułku Piechoty i 25 Brygady Piechoty, w sumie około 7 000 żołnierzy. Rankiem 18 września pod Inczon wylądował 2. batalion 32 Pułku 7 Dywizji Piechoty, a reszta tego pułku zeszła na brzeg później tego samego dnia. Następnego ranka 2. batalion ruszył w górę, aby odciążyć batalion piechoty morskiej zajmujący pozycje na prawym skrzydle na południe od Seulu. W międzyczasie również 31 Pułk Piechoty 7 Dywizji wylądował w Inczon. 19 września o godz. 18:00 7 Dywizja przejęła odpowiedzialność za strefę na południe od autostrady do Seulu. Następnie zaangażowała się w ciężkie walki z siłami północnokoreańskimi na przedmieściach Seulu. Dotarcie do stolicy Korei Południowej, położonej zaledwie 32 km od miejsca desantu pod Inczon, zajęło siłom ONZ aż 11 dni.

## Bitwa
Czołowe jednostki amerykańskiego X Korpusu wkroczyły do Seulu rano 25 września. Po południu siły armii amerykańskiej przekroczyły rzekę Han i zdobyły wzgórze Namsan położone w granicach miasta. 1 Dywizja Marines rozpoczęła atak o godzinie 7:00 rano. Północni Koreańczycy mocno ufortyfikowali miasto. Budynki były silnie bronione przez karabiny maszynowe i snajperów, a na bulwarze Ma Po, głównej arterii miasta, komuniści ustawili szereg kilkumetrowych barykad z worków wypełnionych piaskiem, ziemią lub ryżem. Na każdym większym skrzyżowaniu miasta, oddalonymi od siebie o 200–300 metrów, znajdowała się barykada, do której dojścia były poprzecinane minami i które były zwykle bronione przez sowieckie działo przeciwpancerne 45 mm oraz karabiny maszynowe. Każdy z tych punktów umocnionych musiał być eliminowany pojedynczo, a oczyszczenie jednej pozycji zajmowało średnio 45–60 minut.
Liczba ofiar znacznie wzrosła, gdy Amerykanie zostali zmuszeni do toczenia walk o każdy budynek. Mjr Edwin H. Simmons z 3. batalionu 5 Puku Marines, porównał doświadczenie swojej kompanii w natarciu wzdłuż bulwaru Ma Po do „ataku na Pennsylvania Avenue w kierunku Kapitolu w Waszyngtonie”. Jednocześnie opisał tę ulicę z czasów przedwojennych jako „niegdyś ruchliwą, przyjemną aleję z rosnącymi po obu stronach jaworami, pełną sklepów spożywczych, winiarni i herbaciarni”.
Chcąc ogłosić zdobycie Seulu przed upływem trzeciego miesiąca wojny, gen. Almond zakomunikował o wyzwoleniu miasta o godzinie 14:00 25 września, chociaż piechota morska nadal toczyła ciężkie walki miejskie, na północnych przedmieściach wciąż słychać było strzały i artylerię), a miasto nie zostało w pełni zdobyte przez kolejne dwa dni. Gmach parlamentu i pałac Changdeokgung, dawna siedziba koreańskich monarchów, zostały zdobyte 26 września. Tego samego dnia Kompania E z 2. batalionu 1 Pułku Marines zajęła także hotel Bando, który służył wcześniej jako ambasada USA. Ostatnie jednostki północnokoreańskie zostały wyparte z miasta lub pokonane 29 września; tego dnia gen. MacArthur przybył do wyzwolonego Seulu.
Po bitwie południowokoreańska policja dokonywała egzekucji na mieszkańcach Seulu i ich rodzinach podejrzanych o współpracę z komunistami w tak zwanej jaskini Goyang Geumjeong i masakrze Namyangju.